# テリー・フランコーナ
テリー・ジョン・フランコーナ（Terry Jon Francona, 1959年4月22日 - ）は、アメリカ合衆国サウスダコタ州アバディーン出身の元プロ野球選手（外野手）、監督。左投左打。愛称はティト（Tito）。
父親は1956年から1970年に主に外野手として活躍したティト・フランコーナで、通算1395安打、125本塁打、656打点などの成績を残した。

## 経歴

### プロ入り前
アメリカ合衆国サウスダコタ州アバディーンで生まれ、ペンシルベニア州ニューブライトンで育つ。
1977年のMLBドラフト2巡目（全体38位）でシカゴ・カブスから指名されたが、契約せずにアリゾナ大学へ進学した。大学在学中の1980年には最優秀選手としてゴールデンスパイク賞を受賞する。

### 現役時代
1980年のMLBドラフト1巡目（全体22位）でモントリオール・エクスポズから指名され、プロ入り。
1981年8月にメジャー昇格を果たす。左打ちの外野手として活躍し、フィラデルフィア・フィリーズとのナショナルリーグ・ディビジョンシリーズでは12打数4安打で、チームのシリーズ勝利に貢献する。その後、一塁手に転向、確実性の高い打者として評価を受ける。
1985年のシーズン後にエクスポズから放出され、その後カブス、シンシナティ・レッズ、クリーブランド・インディアンス、ミルウォーキー・ブルワーズに在籍する。
1990年に引退した。10年間の通算成績は708試合出場、打率2割7分4厘、16本塁打、143打点という記録が残っている。

### 監督時代
1992年から指導者としてマイナーリーグの監督を任される。
1993年から1995年までシカゴ・ホワイトソックス傘下のAA級バーミングハム・バロンズの監督を務めた。その間の1994年には著名なバスケットボール選手であるマイケル・ジョーダンが在籍していた。
1996年には、デトロイト・タイガースで初めてメジャーレベルでのコーチを経験した（三塁コーチ）。
1997年から2000年までフィリーズの監督を務めるが、ナショナルリーグ東部地区2位以上の成績を残すことはできずに終わる。フィリーズ時代の最高成績は1999年の77勝85敗だった。
フィリーズ監督退任後の2001年から2003年の間は、インディアンスのGM補佐、テキサス・レンジャーズとオークランド・アスレチックスのベンチコーチをそれぞれ1年ずつ歴任した。
2003年のシーズン後にプレーオフの際の継投ミスの責任を問う形でボストン・レッドソックスは監督のグレイディ・リトルを解任したが、フランコーナはその後任として監督に就任した。
2004年のシーズンに98勝64敗でアメリカンリーグ東部地区2位の成績を残し、ワイルドカードを獲得する。ディビジョンシリーズでアナハイム・エンゼルスを3勝0敗で撃破し、リーグチャンピオンシップシリーズではニューヨーク・ヤンキースを史上初の3連敗4連勝で倒す。ワールドシリーズではセントルイス・カージナルスを4連勝で下し、レッドソックスを86年ぶりのワールドシリーズ制覇に導く。
喫煙者であるが、2007年のスプリングトレーニング中に禁煙宣言をした。もし、シーズン中に失敗した場合は、がんの研究機関に2万ドル寄付すると発表した一方で、今季終了まで続いた場合は、2度のがんを乗り越えた球団社長のラリー・ルキーノが研究機関に2万ドルを寄付するという（地区優勝のインタビューで、禁煙していたタバコをふかした。）。
2007年シーズンでは、投手と守備の補強と若手の台頭で、前半戦から首位を独走し、後半は疲れが出たものの、12年ぶりに地区優勝とメジャー最高勝率を果たし、ワールドシリーズでも初出場のコロラド・ロッキーズを4連勝で下し、3年ぶりの世界一に導いた。
2011年は、8月まではプレーオフ進出が確実な状況だったが、9月以降は歴史的な大失速でプレーオフ進出を逃した。この責任を取る形で、9月30日にレッドソックスの監督を退任した。
2011年時点での監督としての通算成績は1029勝915敗、勝率.529であった。
2012年はESPNの解説者を務めた。レギュラーシーズン終了後の10月6日に翌シーズンよりクリーブランド・インディアンスの監督に就任することが発表された。
監督へと復帰した2013年はレギュラーシーズンを地区2位で終え、ワイルドカードゲームに進出した。また自身初の最優秀監督賞を獲得し、復帰のシーズンに花を添えた。
2016年はワールドシリーズに出場し、2度目の最優秀監督賞を受賞した。
2017年、監督としてベンチ入りする予定だったオールスターでは、不整脈の治療に専念するため欠場した（代役はインディアンスのベンチコーチであるブラッド・ミルズが務めた。）。
2022年オフの11月15日に全米野球記者協会(BBWAA)から1位票が17、2位票が9、計112ポイントで６年ぶり、史上9人目となる通算3度目の最優秀監督賞を受賞した。
2023年8月5日のホワイトソックス戦の6回にホセ・ラミレスとティム・アンダーソンが乱闘を行ったが、フランコーナもこれに関わったとして退場処分を受けた。

## 人物
試合中にベンチで通常のユニフォーム姿でいることはほとんどなく、常にトレーニングウェアやジャンパーを羽織っている。

## 詳細情報

### 年度別打撃成績
| 年 度     | 球 団     | 試 合 | 打 席 | 打 数 | 得 点 | 安 打 | 二 塁 打 | 三 塁 打 | 本 塁 打 | 塁 打 | 打 点 | 盗 塁 | 盗 塁 死 | 犠 打 | 犠 飛 | 四 球 | 敬 遠 | 死 球 | 三 振 | 併 殺 打 | 打 率 | 出 塁 率 | 長 打 率 | O P S |
| --------- | --------- | ----- | ----- | ----- | ----- | ----- | -------- | -------- | -------- | ----- | ----- | ----- | -------- | ----- | ----- | ----- | ----- | ----- | ----- | -------- | ----- | -------- | -------- | ----- |
| 1981      | MON       | 34    | 104   | 95    | 11    | 26    | 0        | 1        | 1        | 31    | 8     | 1     | 0        | 3     | 0     | 5     | 1     | 1     | 6     | 0        | .274  | .317     | .326     | .643  |
| 1982      | MON       | 46    | 144   | 131   | 14    | 42    | 3        | 0        | 0        | 45    | 9     | 2     | 3        | 5     | 0     | 8     | 0     | 0     | 11    | 2        | .321  | .360     | .344     | .703  |
| 1983      | MON       | 120   | 238   | 230   | 21    | 59    | 11       | 1        | 3        | 81    | 22    | 0     | 2        | 0     | 2     | 6     | 2     | 0     | 20    | 7        | .257  | .273     | .352     | .625  |
| 1984      | MON       | 58    | 223   | 214   | 18    | 74    | 19       | 2        | 1        | 100   | 18    | 0     | 0        | 1     | 2     | 5     | 3     | 1     | 12    | 4        | .346  | .360     | .467     | .828  |
| 1985      | MON       | 107   | 296   | 281   | 19    | 75    | 15       | 1        | 2        | 98    | 31    | 5     | 5        | 2     | 0     | 12    | 4     | 1     | 12    | 1        | .267  | .299     | .349     | .648  |
| 1986      | CHC       | 86    | 133   | 124   | 13    | 31    | 3        | 0        | 2        | 40    | 8     | 0     | 1        | 0     | 2     | 6     | 0     | 1     | 8     | 3        | .250  | .286     | .323     | .608  |
| 1987      | CIN       | 102   | 219   | 207   | 16    | 47    | 5        | 0        | 3        | 61    | 12    | 2     | 0        | 1     | 0     | 10    | 1     | 1     | 12    | 5        | .227  | .266     | .295     | .561  |
| 1988      | CLE       | 62    | 221   | 212   | 24    | 66    | 8        | 0        | 1        | 77    | 12    | 0     | 0        | 2     | 2     | 5     | 1     | 0     | 18    | 4        | .311  | .324     | .363     | .687  |
| 1989      | MIL       | 90    | 244   | 233   | 26    | 54    | 10       | 1        | 3        | 75    | 23    | 2     | 1        | 1     | 2     | 8     | 3     | 0     | 20    | 4        | .232  | .255     | .322     | .577  |
| 1990      | MIL       | 3     | 4     | 4     | 1     | 0     | 0        | 0        | 0        | 0     | 0     | 0     | 0        | 0     | 0     | 0     | 0     | 0     | 0     | 0        | .000  | .000     | .000     | .00   |
| MLB：10年 | MLB：10年 | 708   | 1826  | 1731  | 163   | 474   | 74       | 6        | 16       | 608   | 143   | 12    | 12       | 15    | 10    | 65    | 15    | 5     | 119   | 30       | .274  | .300     | .351     | .652  |

### 年度別監督成績
| 年 度     | 球 団     | 地 区     | 年 齢     | 試 合 | 勝 利 | 敗 戦 | 勝 率 | 順 位 | 備 考    | ポストシーズン 勝敗 |
| --------- | --------- | --------- | --------- | ----- | ----- | ----- | ----- | ----- | -------- | ------------------- |
| 1997      | PHI       | NL 東     | 38        | 162   | 68    | 94    | .420  | 5 / 5 |          |                     |
| 1998      | PHI       | NL 東     | 39        | 162   | 75    | 87    | .463  | 3 / 5 |          |                     |
| 1999      | PHI       | NL 東     | 40        | 162   | 77    | 85    | .475  | 3 / 5 |          |                     |
| 2000      | PHI       | NL 東     | 41        | 162   | 65    | 97    | .401  | 5 / 5 |          |                     |
| 2004      | BOS       | AL 東     | 45        | 162   | 98    | 64    | .605  | 2 / 5 | WS優勝   | 11勝03敗            |
| 2005      | BOS       | AL 東     | 46        | 162   | 95    | 67    | .586  | 2 / 5 | ALDS敗退 | 00勝03敗            |
| 2006      | BOS       | AL 東     | 47        | 162   | 86    | 76    | .531  | 3 / 5 |          |                     |
| 2007      | BOS       | AL 東     | 48        | 162   | 96    | 66    | .593  | 1 / 5 | WS優勝   | 11勝03敗            |
| 2008      | BOS       | AL 東     | 49        | 162   | 95    | 67    | .586  | 2 / 5 | ALCS敗退 | 06勝05敗            |
| 2009      | BOS       | AL 東     | 50        | 162   | 95    | 67    | .586  | 2 / 5 | ALDS敗退 | 00勝03敗            |
| 2010      | BOS       | AL 東     | 51        | 162   | 89    | 73    | .549  | 3 / 5 |          |                     |
| 2011      | BOS       | AL 東     | 52        | 162   | 90    | 72    | .556  | 3 / 5 |          |                     |
| 2013      | CLE       | AL 中     | 54        | 162   | 92    | 70    | .568  | 2 / 5 | ALWC敗退 | 00勝01敗            |
| 2014      | CLE       | AL 中     | 55        | 162   | 85    | 77    | .525  | 3 / 5 |          |                     |
| 2015      | CLE       | AL 中     | 56        | 161   | 81    | 80    | .503  | 3 / 5 |          |                     |
| 2016      | CLE       | AL 中     | 57        | 161   | 94    | 67    | .584  | 1 / 5 | WS敗退   | 10勝05敗            |
| 2017      | CLE       | AL 中     | 58        | 162   | 102   | 60    | .630  | 1 / 5 | ALDS敗退 | 02勝03敗            |
| 2018      | CLE       | AL 中     | 59        | 162   | 91    | 71    | .562  | 1 / 5 | ALDS敗退 | 00勝03敗            |
| 2019      | CLE       | AL 中     | 60        | 162   | 93    | 69    | .574  | 2 / 5 |          |                     |
| 2020      | CLE       | AL 中     | 61        | 60    | 35    | 25    | .583  | 2 / 5 | ALWC敗退 | 00勝02敗            |
| 2021      | CLE       | AL 中     | 62        | 162   | 80    | 82    | .494  | 2 / 5 |          |                     |
| 2022      | CLE       | AL 中     | 63        | 162   | 92    | 70    | .568  | 1 / 5 | ALDS敗退 | 04勝03敗            |
| MLB：22年 | MLB：22年 | MLB：22年 | MLB：22年 | 3460  | 1874  | 1586  | .542  | -     | -        | 44勝34敗            |

- 2022年度シーズン終了時。
- 年度の太字は最優秀監督賞受賞。
- 順位の太字はプレーオフ進出（ワイルドカードを含む）。
- WS…ワールドシリーズ、LCS…リーグチャンピオンシップシリーズ、DS…ディビジョンシリーズ、WC…ワイルドカードゲーム（ワイルドカードシリーズ）。

### 表彰
- アメリカンリーグ最優秀監督賞：3回（2013年、2016年[6]、2022年）

### 背番号
- 16（1981年 - 1986年）
- 10（1987年）
- 24（1988年）
- 30（1989年 - 1990年）
- 55（1996年）
- 7（1997年 - 2000年）
- 11（2002年）
- 47（2003年 - 2011年）
- 17（2013年 - 2017年）
- 77（2018年 - ）